# Сельское поселение «Деревня Шумятино»
Се́льское поселе́ние «Дере́вня Шумя́тино» — муниципальное образование (сельское поселение) в Малоярославецком муниципальном районе Калужской области.
Административный центр — деревня Шумятино.

## География
Сельское поселение «Деревня Шумятино» находится в 7 км от города Малоярославец и 70 км от Калуги. По территории поселения проходит автомобильная дорога общего пользования федерального значения А 101 «Москва — Малоярославец — Рославль».

## История
Сельское поселение «Деревня Шумятино» было образовано в 2005 году. В состав поселения вошло 18 населённых пунктов.

## Население
| 2010  | 2012  | 2013  | 2014  | 2015  | 2016 | 2017 |
| ----- | ----- | ----- | ----- | ----- | ---- | ---- |
| 1033  | ↗1050 | ↘1043 | ↘1025 | ↘1021 | ↘992 | ↗995 |
| 2018  | 2019  | 2020  | 2021  |       |      |      |
| ↗1021 | ↗1080 | ↗1128 | ↗1868 |       |      |      |

## Состав сельского поселения
В состав сельского поселения входят::
| №  | Населённый пункт | Тип населённого пункта          | Население |
| -- | ---------------- | ------------------------------- | --------- |
| 1  | Адлеровка        | деревня                         | ↘30       |
| 2  | Алехново         | деревня                         | ↘6        |
| 3  | Бородухино       | деревня                         | ↘25       |
| 4  | Величково        | деревня                         | ↘4        |
| 5  | Дубровка         | деревня                         | ↘15       |
| 6  | Заболотное       | деревня                         | ↘24       |
| 7  | Игнатьевское     | посёлок                         | ↘21       |
| 8  | Карижа           | село                            | ↗45       |
| 9  | Костино          | деревня                         | ↗5        |
| 10 | Панское          | деревня                         | ↗432      |
| 11 | Подольное        | деревня                         | ↘8        |
| 12 | Терентьево       | деревня                         | ↗71       |
| 13 | Трубицино        | деревня                         | ↘8        |
| 14 | Черкасово        | деревня                         | ↘10       |
| 15 | Чуркино          | деревня                         | ↗10       |
| 16 | Шубинка          | деревня                         | ↗19       |
| 17 | Шумятино         | деревня, административный центр | ↗300      |

## Достопримечательности
К северо-западу от деревни Игнатьевская, у слияния рек Перинка и Лужа, на Красном Лугу, находится Капище Пятибожья славян—родноверов из Велесова Круга.